# Andong (Andong)
Andong is een bestuurslaag in het regentschap Boyolali van de provincie Midden-Java, Indonesië. Andong telt 4134 inwoners (volkstelling 2010).